# Ampollino (fiume)
Il fiume Ampollino è un piccolo corso d'acqua calabrese, affluente del fiume Neto.

## Caratteristiche
Il fiume nasce da Montenero, percorre la vallata omonima, prima di immettersi nel lago Ampollino, di cui è il maggior affluente, creato sbarrando il corso del fiume Ampollino, e realizzando un bacino perimetralmente l'intera valle dell'Ampollino.
Il corso d'acqua che fuoriesce dalla diga del lago, dopo alcuni chilometri si innesta alla destra del fiume Neto, nei pressi del villaggio di Carello, alle porte del paese di Caccuri.